# Alberta Vaughn

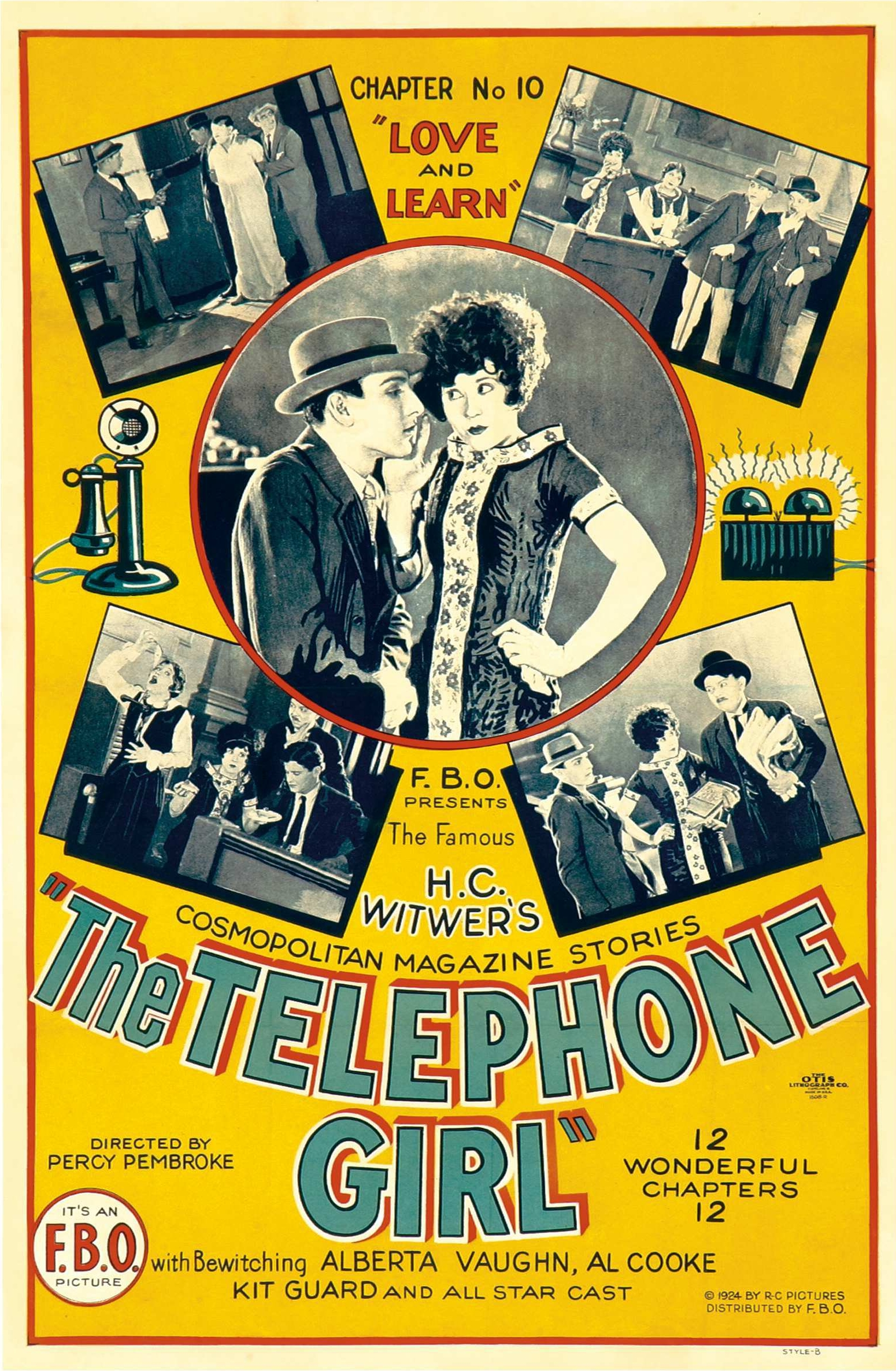
Cartel de The Telephone Girl, 1924.

Alberta Vaughn (27 de junio de 1904-26 de abril de 1992) fue una actriz cinematográfica estadounidense que trabajó en el cine mudo y en los primeros títulos sonoros del género western. 

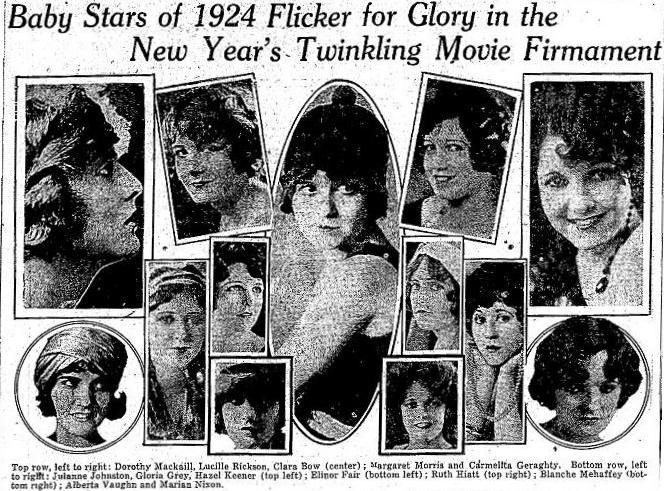
Anuncio publicitario con las ganadoras del WAMPAS Baby Stars 1924, 1 de enero de 1924.

Nacida en Ashland, Kentucky, Vaughn fue seleccionada como una de las WAMPAS Baby Stars junto con Clara Bow y Dorothy Mackaill en 1924. Su carrera cinematográfica se inició en 1921 y continuó hasta 1935. Participó en 112 filmes. En comedias del cine mudo Alberta a menudo trabajó con el actor Al Cook. Rodó Randy Rides Again (1934) con John Wayne.
En 1926, Vaughn se prometió con el actor Grant Withers, al que conoció rodando una película juntos. Ambos fueron contratados por Film Booking Offices, Inc. Sin embargo, en 1928 Alberta fue a Nueva York como prometida de William Lait, Jr., multimillonario de Pittsburgh, Pennsylvania, al que conoció en Pasadena, California. La pareja anunció su compromiso en octubre de 1929. Lait y Vaughn se trasladaron a vivir a Beverly Hills, California. Antes de la boda Vaughn se trasladó a Nueva York para filmar algunas escenas habladas de una película que se rodaba en Hollywood. Como consecuencia de este viaje y de las relaciones de Vaughn con sus amistades, Lait decidió romper el compromiso. Inmediatamente después de ello, Vaughn volvió a Hollywood como prometida del abogado Charles Feldman. 
El 8 de abril de 1934 Vaughn se casó con el director de reparto Joseph Ágil, de Paramount Pictures. Se casaron en Yuma, Arizona. La actriz se casó una segunda vez en 1948, esta vez con el contratista John R. Thompson. 
Alberta Vaughn también trabajó en teatro y fue miembro del reparto de la obra Intermission, escrita por Irving Kaye Davis. La producción se estrenó en San Francisco, California, y trabajaron en ella Madge Bellamy y Judith Voselli.
Alberta Vaughn falleció en Studio City, California, en 1992. Su hermana, Adamae Vaughn, fue también actriz cinematográfica.